# 金瓜石鑛山事務所所長宿舍
金瓜石鑛山事務所所長宿舍，又稱為三毛菊次郎宅，是位於台灣新北市瑞芳區金瓜石的一棟日治時期建築，也是金瓜石地區保存狀態最好的日式建築之一，現為新北市市定古蹟。

## 歷史
日本鑛業株式會社於1933年4月收買金瓜石鑛山株式會社後，其在臺灣的事業於同年11月更名為臺灣鑛業株式會社，其中第一任所長島田利吉、第二任所長三毛菊次郎和未任所長戶田貢，則在任內均積極投入金瓜石及水湳洞地區的礦業建設，其中三毛菊次郎並資助金瓜石地區發展學校教育，協助進行金瓜石公學校（現瓜山國民小學）新校地的開發和新建公學校校舍。因而三毛所使用的鑛山事務所所長宿舍，因而被當地居民通稱為「三毛菊次郎宅」或「三毛宅」。
1939年4月，臺灣礦業併入日本鑛業。1944年，因戰事紛擾且海運困難，總督府頒布「臺灣決戰非常措施要綱」，勒令一切非戰略性物質停止生產。金瓜石礦區全面停工。。
中華民國時期，接手金瓜石礦山主管袁慧灼曾短暫居住在此宿舍，後在之後由臺灣金屬鑛業股份有限公司（簡稱臺金公司）經手，所長宿舍因而成該公司的一部分設施。曾充當貴賓招待所使用。
1991年3月31日，臺金公司與台糖公司合併，此宿舍因而成為台糖公司的轄下財產。後曾發生過屋頂塌陷情形，因為不具文化資產身分，曾以鐵皮形式臨時修復。
2015年1月14日，因建築物具有稀少性價值，同時因見證日治時期金瓜石礦山發展歷史，鑛山事務所所長宿舍被指定為新北市市定古蹟。然而在同年8月受到颱風蘇迪勒災情影響，導致建築嚴重潰塌。後則由台糖公司研擬修復計畫，然而在2016年與2019年先後受到梅姬颱風和杜鵑颱風影響，導致屋頂損壞情形更加嚴重。後在整體木構件拆卸、基礎補強修復工程於2020年完工，至今並未開放給予遊客參觀。

## 建築設計
金瓜石鑛山事務所所長宿舍為一獨棟獨戶的典型木構日式宿舍，具有最高事業主管宅邸的身份地位，因此建築主體規模並不亞於鄰近的太子賓館，其建築物周圍設有前庭與後院。
在內部空間方面，所長宿舍共由兩棟建築所構成，主棟設有四間居室、並與次棟以內部走廊彼此相連，也能從中連結到建築物後側的工作空間、包括廚房、廁所等，此外轉角處設有後期增建的小居室。

## 外部連結
- 金九山城故事和風遺痕：三毛菊池郎宅 （页面存档备份，存于）
- 金瓜石鑛山事務所所長宿舍 - 文化部iCulture （页面存档备份，存于）
- 金瓜石鑛山事務所所長宿舍- 黃金博物館 （页面存档备份，存于）